# Verville-Sperry R-3 Racer
El Verville-Sperry R-3 Racer fue un monoplano de ala cantilever con fuselaje aerodinámico y el segundo avión con tren de aterrizaje totalmente retráctil, siendo el primero el Dayton-Wright Racer. En 1961, el R-3 fue identificado como uno de los "Doce Aviones Más Significativos de todos los Tiempos" por la revista Popular Mechanics. En 1924, un R-3 ganó el  Pulitzer Trophy en Dayton, Ohio.

## Diseño y desarrollo
El R-3 fue diseñado por Alfred Verville. Su primera producción fue en 1922. El R-3 fue desarrollado por la División de Ingeniería de McCook Field y fabricado por la Sperry Aircraft de Farmingdale, Nueva York. Se compraron tres aviones. Los aviones usaban radiadores cilíndricos de aletas Lamblin y un motor Wright H-3 de 224 kW (300 hp). Los R-3 llevaron las matrículas del Servicio Aéreo 22-326 a 22-328.

## Historia operacional
En la carrera Pulitzer Trophy de 1922, los tres R-3 comenzaron la carrera, pero solo acabaron dos. El Teniente Eugene Barksdale acabó quinto a alrededor de 291 km/h. El Teniente Fonda B. Johnson acabó séptimo, gripándose el motor después del aterrizaje. Y el Teniente St. Clair Streett rompió un conducto de aceite y tuvo que realizar un aterrizaje forzoso, dañando su avión.
Para la Pulitzer de 1923, fue instalado un motor Curtiss D-12 en el avión, que eliminó algunos problemas de vibraciones que había dado el motor H-3. Con el nuevo motor, la velocidad máxima ahora se estaba aproximando a los 375 km/h. Ese año, un biplano Curtiss fue el ganador. Con Orville Wright observando oficialmente desde el suelo, el Teniente Alexander Pearson, Jr., volando un R-3, estableció un Récord Mundial de Velocidad, en circuito de 500 km, en 269,95 km/h en un recorrido de 10 vueltas, el 31 de marzo de 1923, en el Wilbur Wright Field.
Para la Pulitzer de 1924, el R-3 pilotado por el Teniente Harry H. Mills ganó la carrera con 346 km/h. El contendiente (un biplano Curtiss) se estrelló durante la carrera.
Tras esta carrera, el R-3 Racer fue enviado al McCook Field Museum.

## Operadores
Estados Unidos
- Servicio Aéreo del Ejército de los Estados Unidos

## Especificaciones
Referencia datos: Sky Corner

### Características generales
- Tripulación: Uno (piloto)
- Longitud: 9,29 m
- Envergadura: 7,16 m
- Superficie alar: 13,62 m²
- Peso vacío: 911 kg
- Peso máximo al despegue: 1125 kg
- Planta motriz: 1× motor lineal V-12 refrigerado por agua Curtiss D-12A (V-1150).
  - Potencia: 378 kW (507 hp)

### Rendimiento
- Velocidad nunca excedida (Vne): 378 km/h

### Secuencias de designación
- Secuencia R-_ (Aviones de Carreras (Racer) del USAAS, 1919-24): R-1 - R-2 - R-3 - R-4 - R-5 - R-6 →

### Listas relacionadas
- Anexo:Aeronaves de la Fuerza Aérea de los Estados Unidos (históricas y actuales)